# FINRA
Служба регулирования отрасли финансовых услуг (англ. Financial Industry Regulatory Authority, FINRA) — частная американская корпорация со статусом СРО по контролю за соблюдением правил торговли на внебиржевом рынке (OTC market), рынке ценных бумаг фирм, не котирующихся на обычных биржах (например, Нью-Йоркской фондовой), создана по решению Конгресса США в 1939 году.

Прежнее название: Национальная ассоциация дилеров по ценным бумагам (NASD — National Association of Securities Dealers)